# اصل تطابق هزینه با درآمد
اصل تطابق هزینه با درآمد یا به اختصار اصل تطابق یکی از اصول حسابداری تعهدی است که بیان می‌کند هزینه‌ها باید بدون در نظر گرفتن زمان پرداخت در دوره‌ای که به وقوع پیوسته، ثبت شود بر خلاف حسابداری نقدی که در آن هزینه در زمان پرداخت آن ثبت می‌شود.
چنانچه نتوان رابطه‌ای بین بهای تمام شده کالاهای مصرف شده و درآمد واحد تجاری یافت، چنین هزینه‌هایی را در همان دوره‌ای که مصرف شده‌اند، ثبت می‌شود. به این ترتیب پیش پرداخت هزینه (مانند پیش پرداخت اجاره) تحت عنوان دارایی ثبت می‌شود و سپس در زمان تحقق هزینه (سپری شدن زمان اجاره) به حساب هزینه منظور می‌شود. اتخاذ چنین رویه‌ای باعث می‌شود تا هزینه‌های یک دوره از درآمدهای همان دوره کسر شده و بنابراین محاسبه سود یک دوره مالی به صورت منطقی تری صورت پذیرد.